# Xã Osceola, Quận Osceola, Michigan
Xã Osceola (tiếng Anh: Osceola Township) là một xã thuộc quận Osceola, tiểu bang Michigan, Hoa Kỳ. Năm 2010, dân số của xã này là 1.076 người.